# Osman Maglajlić
Osman Maglajlić (28. april 1921 — 4. avgust 2010) bio je bosanskohercegovački i jugoslovenski sportski funkcioner.

## Biografija
Rođen je u Banja Luci, u Kraljevini Jugoslaviji, 28. aprila 1921. godine. Bio je jedan od osnivača FK Sarajevo, a kasnije predsednik kluba, dva puta član odbora Fudbalskog saveza Jugoslavije i zapaženi član odbora i kasnije direktor Sportskog društva Bosna. Njegova rođaka Vahida Maglajlić (17. aprila 1907 - 1. aprila 1943) bila je jugoslovenska partizanka odlikovana za narodnog heroja Jugoslavije zbog učešća u borbi protiv sila Osovine tokom Drugog svetskog rata.